# Stictylus asymmetricus
Stictylus asymmetricus är en rundmaskart. Stictylus asymmetricus ingår i släktet Stictylus och familjen Neotylenchidae. Inga underarter finns listade i Catalogue of Life.